# Baen Books
Baen Books ist ein Buchverlag in den USA. Der Verlag produziert und verkauft vor allem Science Fiction und Fantasy. 

## Geschichte
Der Verlag wurde 1983 von Jim Baen gegründet. Nachdem Jim Baen am 28. Juni 2006 gestorben war, folgte ihm die langjährige Mitarbeiterin Toni Weisskopf als Chef des Unternehmens.

## Autoren und Werke
Zu den Autoren zählen Larry Niven, Jerry Pournelle, Poul Anderson, John Ringo, C. J. Cherryh, Spider Robinson, Charles Sheffield, Mercedes Lackey, Harry Turtledove, Lois McMaster Bujold, S. M. Stirling, Timothy Zahn, Robert Asprin, L. Sprague de Camp und viele andere.
Unter dem Titel Baen Free Library bietet der Verlag kostenlose Downloads einer Reihe von Büchern seiner Autoren als E-Book an. Darunter sind zum Beispiel Ausgaben der Honor Harrington Reihe von David Weber oder Eric Flints 1632 Serie.